# Epilobium obscurum
Espèce
Classification APG III (2009)
Epilobium obscurum, l'épilobe foncé ou épilobe vert foncé, est une espèce de plantes à fleurs de la famille des onagracées.

## Description
C'est une plante herbacée de 30-80 cm., couchée et radicante à la base, glabrescente, à souche émettant des stolons grêles, allongés, portant des paires de feuilles écartées, assez fermes, d'un vert rougeâtre ; tige facilement compressible, penchée au sommet, à 2-4 lignes peu saillantes ; feuilles lancéolées ou ovales-lancéolées, arrondies à la base, faiblement denticulées, souvent luisantes, les moyennes sessiles ; fleurs roses, petites (5-6 mm. de diam.), dressées, en grappes lâches et peu fournies ; pétales dépassant peu le calice ; stigmate entier, en massue ; capsules courtes, les inférieures s'ouvrant longtemps avant les supérieures.

## Habitat et répartition
L'épilobe sombre pousse dans les tourbières, ruisseaux des terrains siliceux, dans presque toute l'Europe, en incluant la France. 

### Caractéristiques
- Sexualité : hermaphrodite
- Ordre de maturation : homogame
- Pollinisation : autogame
- Fruit : capsule
- Dissémination : anémochore
- Type biologique : hémicryptophyte érigé
- Formation végétale : hémicryptophytale

### Pharmacopée
Voir l'article : Epilobium parviflorum